# Queensland-Kusu
Der Queensland-Kusu (Trichosurus johnstonii) ist ein australisches Beuteltier, das im nördlichen Queensland an der westlichen Seite der Atherton Tablelands vom Koombooloomba-Nationalpark bis Kuranda endemisch vorkommt.

## Merkmale
Die Tiere erreichen eine Kopfrumpflänge von 35,5 bis 43,8 cm, haben einen 33 bis 42 cm langen Schwanz und erreichen ein Gewicht von 1,2 bis 2 kg. Im Unterschied zum Fuchskusu, der im gleichen Gebiet vorkommt, zeigen sie keinen ausgeprägten Geschlechtsdimorphismus, lediglich der Schädel der Männchen ist ein klein wenig größer. Vom grauen Fuchskusu kann der Queensland-Kusu durch sein orangebraunes bis rötlichbraunes Fell leicht unterschieden werden. Sein buschiger Schwanz ist schwärzlich und proportional länger, die Ohren sind kleiner und die Backenzähne sind größer als beim Fuchskusu.

## Lebensraum und Lebensweise
Der Queensland-Kusu kommt vor allem an den Rändern der Regenwälder und den dort anschließenden hohen, offenen Wäldern vor. Bei einer Untersuchung aus einem Regenwald wurde eine Populationsdichte von drei bis vier Individuen pro Hektar festgestellt. Die Tiere sind nachtaktiv und verbringen den Tag in Baumhöhlen. Sie ernähren sich bevorzugt von Blättern, andere Pflanzenteile machen aber etwa ein Drittel ihrer Ernährung aus, vor allem die grünen Früchte verschiedener Nachtschattengewächse (Solanum). Insgesamt wurden 33 Pflanzenarten festgestellt, die zur Ernährung des Queensland-Kusu beitragen. Die meisten Jungtiere werden im Juni geboren, wenn auch der Fuchskusu seine Jungen zur Welt bringt. Beutegreifer, die dem Queensland-Kusu nachstellen, sind vor allem Schlangen, Eulen und Greifvögel.

## Gefährdung
Die IUCN listet den Queensland-Kusu bisher nicht, da er früher als Unterart des Fuchskusu angesehen wurde. Wahrscheinlich hat der Queensland-Kusu in der Vergangenheit durch Rodungen einen großen Teil seines Lebensraumes verloren. Der heutige Bestand gilt jedoch als stabil.

## Belege
1. 1 2 3  Kristofer Helgen & Stephen Jackson: Family Phalangeridae (Cuscuses, Brush-tailed Possums and Scaly-tailed Possum). In: Don E. Wilson, Russell A. Mittermeier: Handbook of the Mammals of the World – Volume 5. Monotremes and Marsupials. Lynx Editions, 2015, ISBN 978-84-96553-99-6, S. 483